# 맷 그레이엄 (스키 선수)
맷 그레이엄(영어: Matt Graham, 1994년 10월 23일~)은 오스트레일리아의 프리스타일 스키 선수로 주 종목은 모굴이다. 2018년 동계 올림픽 남자 모굴 은메달을 획득했으며 세계 선수권 대회에서 은메달 3개, 동메달 2개를 획득했다.